# Files (Egipte)
|  | Per a altres significats, vegeu «Philae (mòdul de descens)». |

Files (grec antic: Φιλαί, Filaí; egipci antic: Pilak, P'aaleq; àrab: فيله, Fīla) és el nom d'una petita illa situada prop de la primera cascada del Nil. Dona nom també al complex de temples construït sobre l'illa, prop d'Assuan, al sud d'Egipte, conegut pels egipcis com palau d'Anas al-Wogoud.

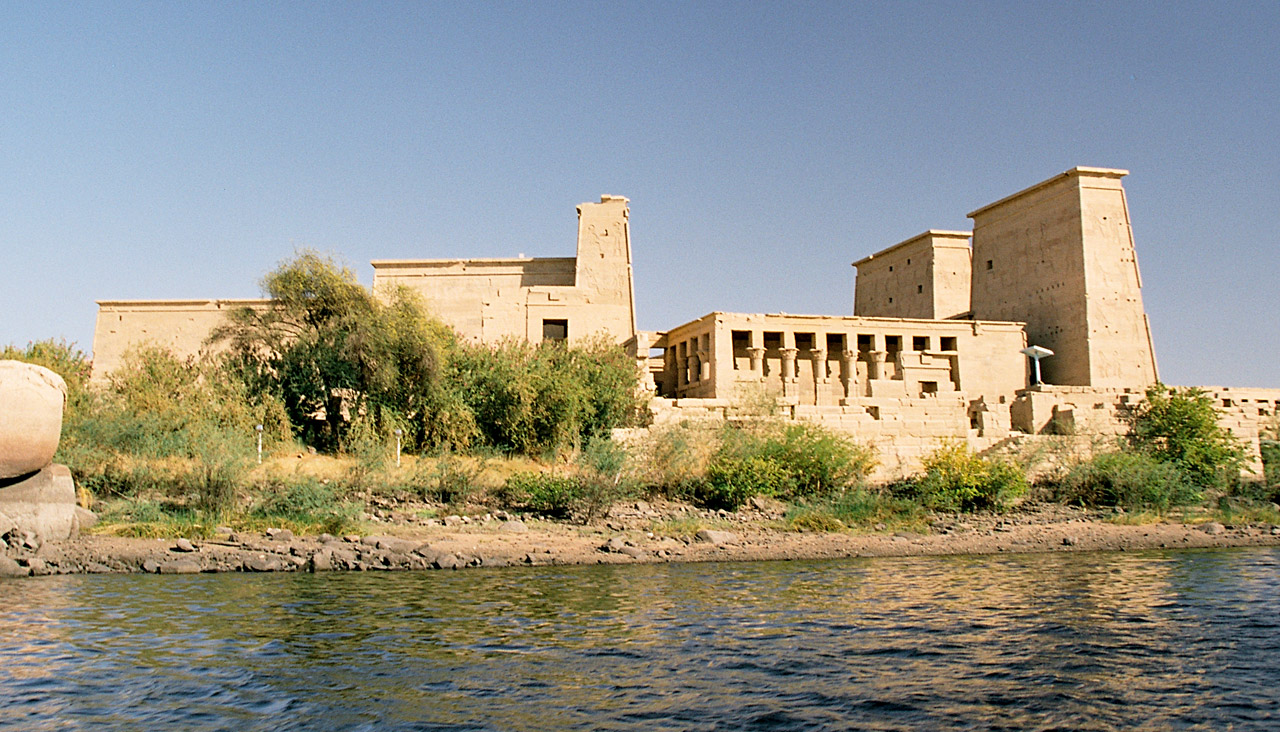
Temples de Files

El temples principals són d'època ptolemaica. L'illa presenta els costats molt escarpats, potser per mà humana, i estava envoltada d'uns altíssims murs. Era un lloc venerat tant pels egipcis com pels nubians, que vivien al sud. Segons Plutarc, l'anomenaven Άβατος, àbatos', ‘inaccessible’. Diodor de Sicília diu que a l'illa no s'hi acostaven els peixos ni hi feien niu els ocells.
El temple més antic és una capella o quiosc fet per Nectabeu (380-362 aC). Al nord, es va construir en època ptolemaica el temple d'Isis, dedicat a aquesta dea i al seu fill Harboqrat (l'Horus infant), i s'hi van afegir edificis en els segles següents, durant bona part del període grec i romà. Les darreres inscripcions jeroglífiques es van fer al temple l'any 394 i les darreres inscripcions demòtiques el 452. El temple d'Isis va servir després com a església, i va ser el centre de l'expansió del cristianisme cap a Núbia.
El temple d'Isis té dos lleons de granit al front i columnes a ambdós costats. Després d'una estructura alta, li segueix una altra de més baixa. A l'oest, hi ha l'anomenada porta d'Adrià, en tornar de la qual es passa per la capella principal i cap al temple de la dea Hathor, a l'est del temple d'Isis. Els pilars estan decorats amb escenes de músics, dansaires i déus. Al sud-oest, hi ha el quiosc de Trajà.

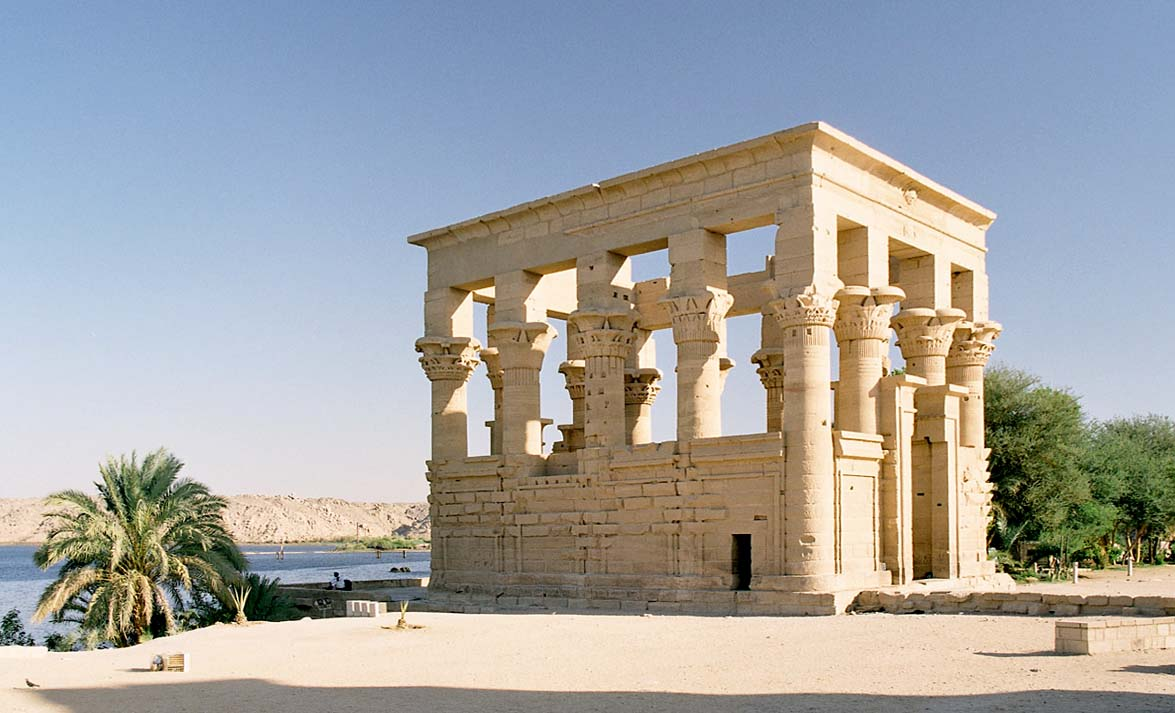
Quiosc de Trajà

Als anys seixanta, els temples estaven destinats a desaparèixer en construir-se la resclosa d'Assuan. El 1974, es van iniciar els treballs de salvament. El 1977, es van aïllar els temples, se'n va treure l'aigua, es van desmuntar i van ser traslladats a la propera illa d'Agilkai, on l'aigua de l'embassament no arribava. Allí es van reconstruir exactament fins al 1979. Des del 10 de març del 1980 es poden visitar.